# Mazama bricenii
Corça-de-Mérida (Mazama bricenii) é uma espécie de cervídeo sul-americano de pequeno porte do gênero Mazama. É encontrado em florestas e nos páramos em altitudes entre 1000 e 3500 m, nos andes do norte da Colômbia e oeste da Venezuela. Já foi tratado como subespécie de Mazama rufina, mas desde 1987 é considerada uma espécie separada, apesar de que até 1999, alguns autores ainda consideravam como subespécie.